# María Alejandra Vicuña
María Alejandra Vicuña Muñoz, née le 13 février 1978 à Guayaquil, est une psychologue et une femme d'État équatorienne. 
Du 24 mai 2017 au 6 janvier 2018, elle est ministre du Développement urbain et de l'Habitat dans le cabinet du président Lenín Moreno. 
Le 2 octobre 2017, à la suite de l'arrestation du vice-président Jorge Glas, le président Moreno la charge de l'intérim des fonctions de celui-ci. Le 6 janvier 2018, quelques jours après la révocation du mandat de Glas à la suite de sa condamnation, elle est élue vice-présidente de la République par l'Assemblée nationale.
Mise en cause dans une affaire de trafic d'influence, elle quitte la vice-présidence le 6 décembre 2018.

## Biographie
Née le 13 février 1978 à Guyaquil, province de Guayas, María Alejandra Vicuña est titulaire d'un diplôme de psychologie clinique de l'université de Guayaquil et d'une maitrise en administration d'entreprises. 
De 1997 à 2000, elle est responsable du marketing au ministère du Tourisme. Puis, jusqu'en 2006, elle dirige le département du tourisme réceptif de l'agence de voyage Moneda Travel Group.

### Carrière politique

#### Débuts
Maria Alejandra Vicuña fonde avec son père Leonardo Vicuña le mouvement politique Alianza Bolivariana Alfarista (ABA), qui rejoint le mouvement Alianza País pour soutenir la candidature de Rafael Correa à la présidence de la République en 2007.
Elle entre à l'Assemblée nationale en 2009, et y est reconduite en 2013. Elle y assume les fonctions de vice-présidente de la commission sur la santé et le bien-être des Équatoriens, et participe à la création de la commission sur l'éducation, les sciences, la technologie et la communication.

#### Ministre
À son élection en mai 2017, le président de la République Lenín Moreno la nomme ministre du Développement urbain et de l'Habitat,. Sa mission principale au ministère est la mise en marche de la phase initiale de l’emblématique plan gouvernemental dénommé « Misión Casa para Todos » (mission Maison pour tous), dont l’objectif est la construction de 325 000 logements dans le pays,.

#### Vice-présidente de la République

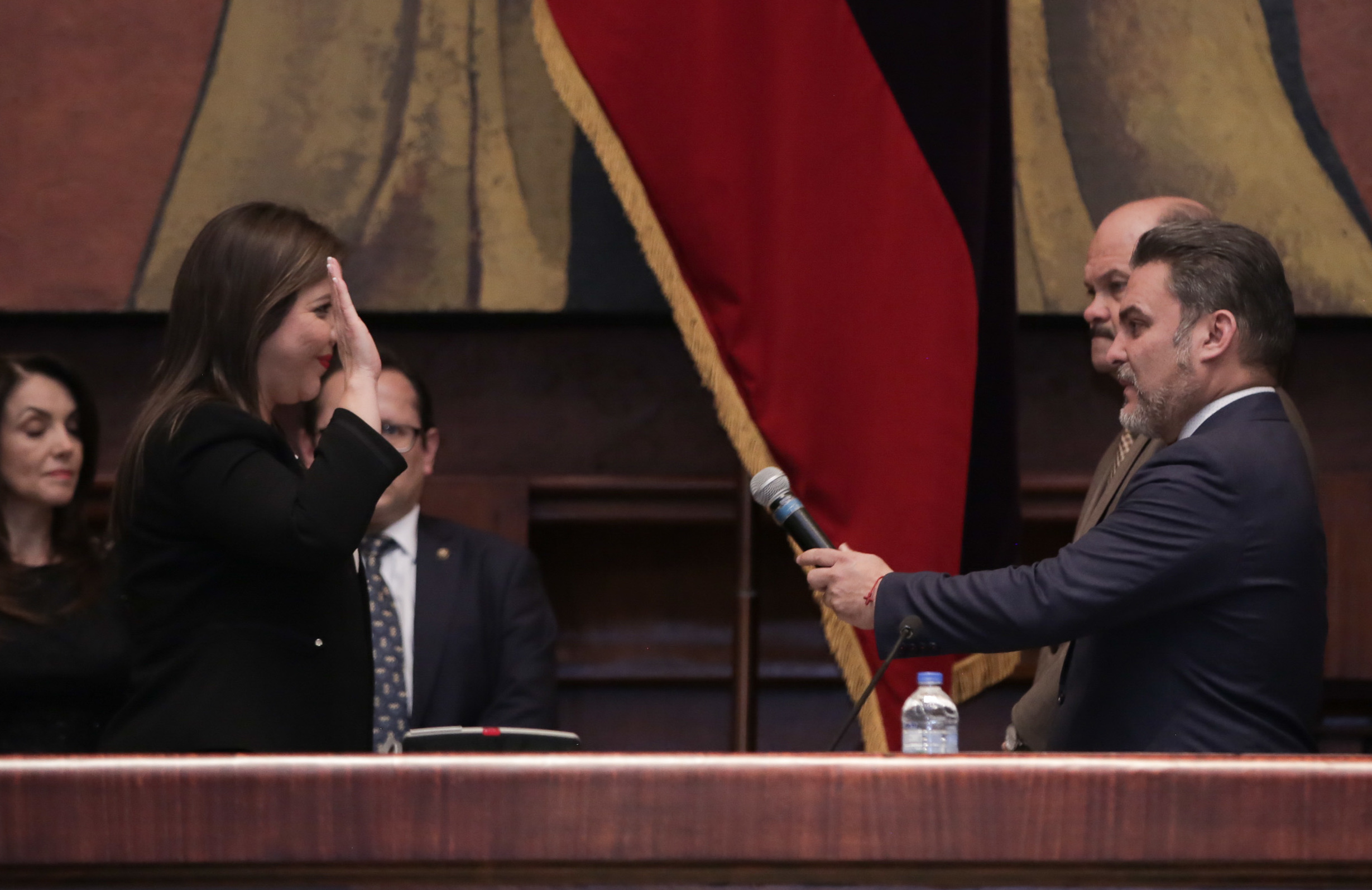
María Alejandra Vicuña (à gauche) le jour de son investiture.

Le 4 octobre 2017, après la suspension de Jorge Glas de ses fonctions de vice-président de la République en raison de son implication dans le scandale de corruption Odebrecht, elle prend le titre de vice-présidente par intérim, pour le temps que Jorge Glas soit jugé. Le 13 décembre 2017, Glas est condamné à six ans de prison par la Cour suprême. Il est finalement destitué le 2 janvier 2018,, trois mois après son incarcération, après le refus du gouvernement de considérer son absence du pouvoir comme un simple congé et alors qu'une procédure de destitution avait été lancée à son égard le 21 décembre.
Conformément à la constitution, une liste de successeurs potentiels doit être soumise par le président au Parlement dans les quinze jours suivant sa destitution, le Parlement étant chargé d'élire un candidat parmi cette liste, à défaut de quoi la tête de liste proposée par le président Moreno deviendrait automatiquement vice-présidente. Le président Moreno a donc présenté le 4 janvier 2018 à l'Assemblée une liste de trois successeurs possibles ; Maria Alejandra Vicuña en occupe la première place, les deux autres candidates étant la ministre des Affaires étrangères María Fernanda Espinosa et la ministre de la Justice Rosana Alvarado. Le 6 janvier 2018, elle est élue vice-présidente par l'Assemblée. Le président de la République la charge de l'organisation du référendum de février 2018 qui propose notamment de restaurer la limite de mandats présidentiels supprimée en 2015 mais qui ne s'appliquait pas pour Rafael Correa. Finalement, le oui l'a emporté lors du référendum.
Elle abandonne sa charge le 4 décembre 2018 pour se consacrer à sa défense après qu'elle est mise en cause dans une affaire de trafic d'accès à un emploi dans l'administration quand elle était députée entre 2011 et 2012.

### Vie privée
María Alejandra Vicuña a épousé l'écrivain Ernesto Carrión (es), dont elle a une fille.